# 63 př. n. l.

## Narození
- 23. září – Augustus, římský císař († 19. srpna 14 n. l.)

## Hlavy států
- Parthská říše – Fraatés III. (71/70 – 58/57 př. n. l.)
- Egypt – Ptolemaios XII. Neos Dionýsos (80 – 51 př. n. l.)
- Čína – Suan-ti (dynastie Západní Chan)